# Gdański Archipelag Kultury
Gdański Archipelag Kultury (GAK) – samorządowa instytucja kultury założona w 1967, skupiająca obecnie w swojej strukturze 10 oddziałów umiejscowionych w różnych dzielnicach Gdańska oraz 3 zespoły twórcze. GAK prowadzi szeroką działalność artystyczną i edukacyjną organizując wiele koncertów (w tym miejskiego sylwestra), spektakli teatralnych, wystaw, warsztatów artystycznych i różnorodnych zajęć edukacyjnych. Zajmuje się również prowadzeniem Teatru Leśnego we Wrzeszczu oraz Amfiteatru Orana na Oruni, a w sezonie zimowym jedynego w regionie zadaszonego Lodowiska Miejskiego, odwiedzanego średniorocznie przez 120 tys. osób.
Instytucja działa pod obecną nazwą od 28 czerwca 2007 roku.
3 marca 2010 instytucja otworzyła nową placówkę przy ul. Powstańców Warszawskich 25 w Gdańsku, będącą nową siedzibą jednego z oddziałów GAK – „Sceny Muzycznej Gdańsk”. Tym, co ją odróżnia od innych domów kultury, jest profesjonalna sala koncertowa wyposażona w 300 miejsc. Od 2019 roku placówka przeniosła się do nowej siedziby w Parku Oruńskim, przy ul. Nowiny 2b. 
Do najważniejszych wydarzeń organizowanych przez GAK należą:
- międzynarodowy festiwal kultury tańca i muzyki Gdańsk dźwiga muzę (ogarnizowany do 2018 roku)
- Międzynarodowy Festiwal Teatrów Plenerowych i Ulicznych FETA
- Ogólnopolski Teatralny Festiwal Sztuk Autorskich Windowisko

Siedziba administracji i dyrekcji GAK znajduje się w Stacji Orunia na Oruni.

## Oddziały
- Dom Sztuki GAK (Stogi)

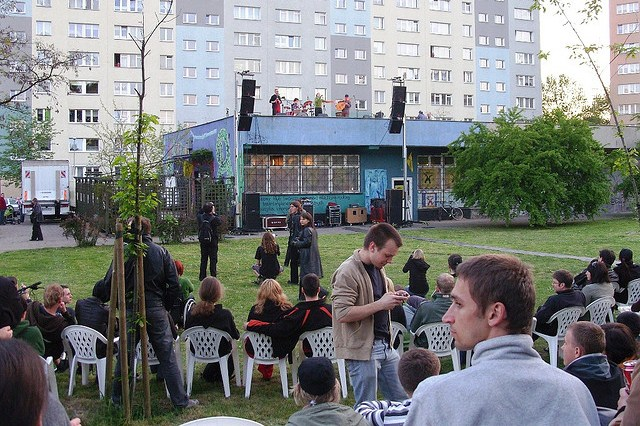
Koncert na dachu klubu „Plama”, maj 2008

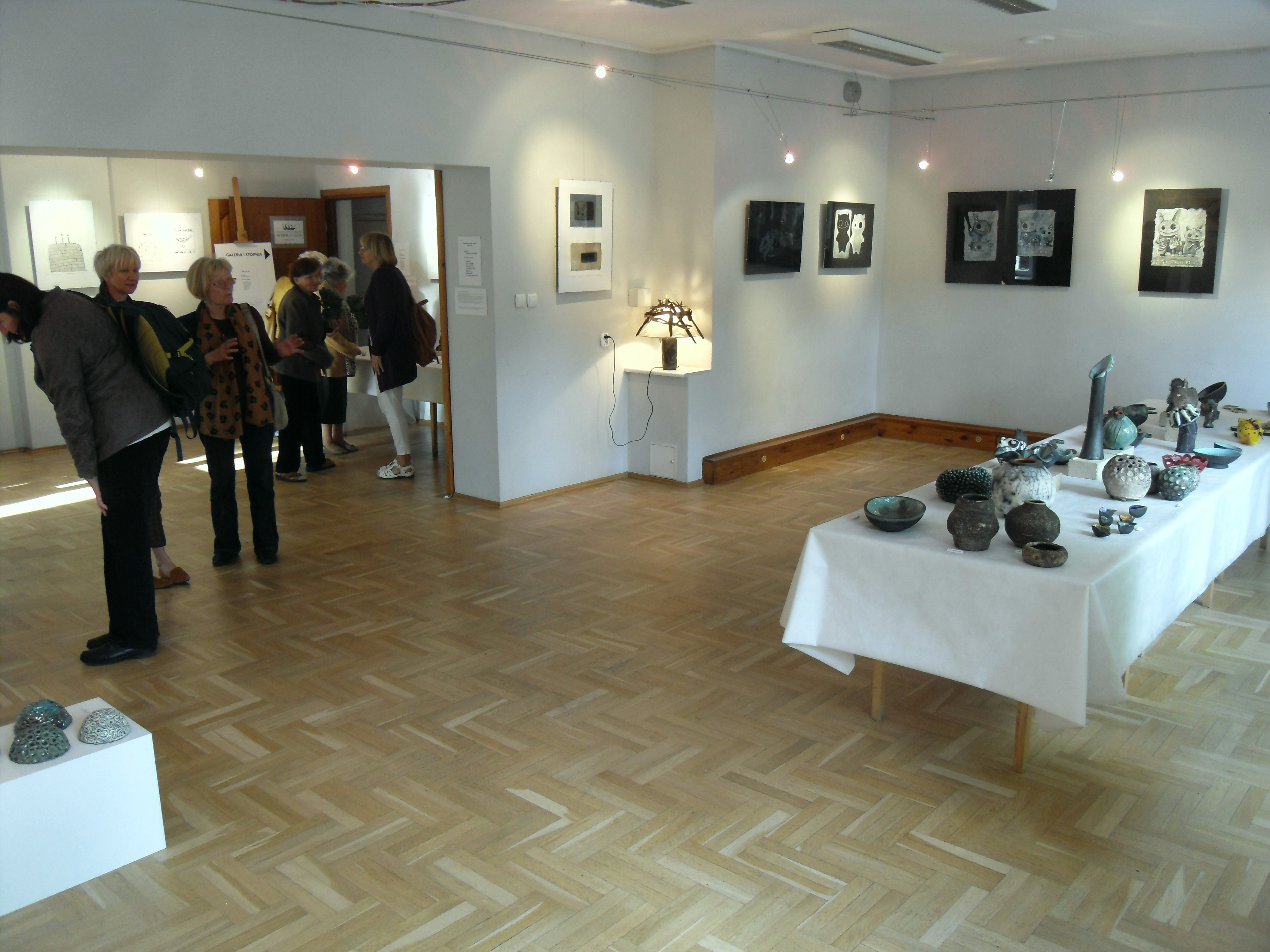
Galeria GAK „Wyspa Skarbów”

- Stacja Orunia GAK (dawniej „Dworek Artura”)
- Winda GAK (Wrzeszcz)
- Gama GAK (Letnica)
- Plama GAK (Zaspa)
- Projektornia GAK (Brzeźno; dawniej „Cebulka”)
- Wyspa Skarbów GAK wraz Centrum Wystawienniczym Wyspy Sobieszewskiej im. Wincentego Pola GAK (i Galerią GAK „Wyspa Skarbów”)
- Scena Muzyczna GAK (Orunia)
- Gdańskie Lodowisko (Plac Zebrań Ludowych)

Dawne oddziały:
- „Keja”
- „Promocyjny Klub Muzyczny”

## Zespoły Twórcze GAK
- Zespół Pieśni i Tańca „Gdańsk”
- Teatr GAK